# Lalo Ebratt
 (mars 2023).
Le contenu est difficilement compréhensible vu les erreurs de traduction, qui sont peut-être dues à l'utilisation d'un logiciel de traduction automatique.
Eduardo Mario Ebratt Troncoso, dit Lalo Ebratt, né le 3 février 1993 à Santa Marta, est un chanteur et compositeur colombien de reggaeton.
Il est membre de Trapical Minds, un collectif de musique urbaine colombienne sous l'étiquette RedSnapperMusic.
Il se fait connaître pour son single Mocca, sorti le 27 avril 2018, devenu populaire sur YouTube et Spotify, atteignant le numéro un en Colombie et se classant sur iTunes et Spotify dans plusieurs autres pays. Une version remixée de Mocca, réalisée avec le chanteur colombien J. Balvin, sort le 4 octobre 2018 sur YouTube et est récompensée par un Latin Grammy Awards.

## Biographie
Eduardo Mario Ebratt Troncoso grandit dans un environnement marqué par l'écoute du vallenato et du champeta. Au cours de son enfance, il participe à des événements et festivals régionaux. Ses références musicales vont de Michael Jackson à Snoop Dogg, en passant par Pharrell Williams. 
Depuis qu'il est enfant, Lalo Ebratt est très créatif[non neutre], agité par la musique et l'art. C'est ainsi qu'il découvre les compétences du chant et de la danse, offrant une gestion scénique qui marque son essence, qu'il appelle « El Samarian Flavor », qui est pleine de couleurs et d'un mélange culturel unique[non neutre].
En 2010, il enregistre son premier single Que lo que tú quieres. Avec un flow alternatif et différent des autres artistes et se fait remarquer dans sa ville natale, Santa Marta.
En 2017, avec Skinny Happy et Yera Ospino, il intègre le groupe Trápical, un mouvement musical plein de rythmes et de sons nouveaux[non neutre], qui confirme une nouvelle tendance dans la musique urbaine alternative en Colombie. Il fait avec eux leurs débuts avec la chanson Borracha.
Lalo Ebratt s'appuie sur des collaborations pour créer un style musical et dansant qui se connecte avec les adultes et les enfants qu'il s'agisse de reggaeton, de trap ou de cumbia. 
Le 11 octobre 2019, il a sorti Boomerang, avec une vidéo. En décembre 2019, Lalo Ebratt lance son EP, intitulé Numerología. Il participe la même année au titre de cumbia Amor A Primera Vista de Los Ángeles Azules avec Belinda et Horacio Palencia, qui totalise plus de 336 millions de vues sur YouTube, cette vidéo met également en lumière la participation de l'acteur mexicain Jorge Antonio Guerrero. En juin 2020, il collabore avec le chanteur colombien Manuel Turizo et son frère Julián Turizo. Ensemble, ils ont sorti un single intitulé La Presión avec un thème du dessin animé qui ajoute de la fraîcheur au contenu, le rendant amusant et fantaisiste[non neutre].
Fresa est l'une des 10 chansons les plus écoutées sur la plateforme Spotify.
Le 22 janvier 2020, il participe aux BZRP Music Sessions, un morceau du musicien argentin Bizarrap.
En 2020, Lalo Ebratt participe au projet Pa'La Cultura. C'est le premier single du projet et il comprend des stars établies et émergentes de la musique latine. Ils partagent les crédits avec David Guetta, Sofía Reyes, Abraham Mateo, De La Ghetto, Manuel Turizo, Thalia, Maejor et Zion & Lennox. Tous les profits sont reversés au National Day Labourer Organizing Network (NDLON), une organisation qui cherche à aider les communautés d'immigrants touchées par la pandémie de Covid-19.
En mai 2021, il collabore avec Kiko el Crazy pour le titre Plakata.

## Discographie

### Albums
| Année | Chanson                                    | Meilleures positions |
| Année | Chanson                                    | COL                  |
| ----- | ------------------------------------------ | -------------------- |
| 2018  | TBT (con Yera)                             | —                    |
| 2018  | Loca Como Tú (con Skinny Happy)            | —                    |
| 2018  | Mocca (con Trapical)                       | 1                    |
| 2018  | Mocca (remix) (con Trapical Ft. J. Balvin) | 1                    |
| 2018  | El Vecino (con Sharlene y Trapical Minds)  | —                    |

Collaborations
| Année | chanson                                                                                             | Positions |
| Année | chanson                                                                                             | COL       |
| ----- | --------------------------------------------------------------------------------------------------- | --------- |
| 2018  | Baby Girl (Mario Bautista Feat. Lalo Ebratt)                                                        | 3         |
| 2019  | Fresa (Tini ft. Lalo Ebratt)                                                                        | —         |
| 2019  | La Plata (Juanes ft. Lalo Ebratt) 1                                                                 | —         |
| 2019  | Amor A Primera Vista (Los Ángeles Azules, Belinda Peregrín Schüll, Horacio Palencia, Lalo Ebratt) 1 | —         |
| 2019  | Maldición (Lola Indigo ft. Lalo Ebratt)                                                             | —         |
| 2019  | Déjate Querer (Sebastián Yatra, Yera, Lalo Ebratt, Trapical Minds)                                  | —         |
| 2019  | Andan Diciendo (Ventino,Yera)                                                                       | —         |
| 2019  | Indeciso (Reik,J. Balvin)                                                                           | —         |
| 2020  | 4 Besos (Lola indigo, Lalo Ebratt, Raw Alejandro)                                                   | -         |
| 2020  | BZRP Music Sessions #22 (Bizarrap)                                                                  | -         |